# Gentleman på luffen
Gentleman på luffen är en amerikansk film från 1938 i regi av Norman Z. McLeod. Filmen nominerades till fem Oscar, bästa kvinnliga biroll (Billie Burke), bästa foto, bästa ljud, bästa originalkomposition och bästa scenografi, men vann inte i någon kategori.

## Rollista
- Constance Bennett - Jerry Kilbourne
- Brian Aherne - Wade Rawlins
- Alan Mowbray - Grosvenor
- Billie Burke - Mrs. Kilbourne
- Patsy Kelly - Etta
- Ann Dvorak - Minerva Harlan
- Tom Brown - Kane Kilbourne
- Clarence Kolb - Mr. Kilbourne
- Bonita Granville - Marian Kilbourne
- Marjorie Rambeau - Mrs. Harlan
- Phillip Reed - Herbert Wheeler